# FIT
Framework for Integrated Test, или FIT (принято использовать бэкроним Fit), это свободный фреймворк автоматизированного тестирования. Он объединяет работу заказчиков, аналитиков, тестеров и разработчиков.
Заказчик предоставляет примеры того, как программное обеспечение должно работать,и как это должно выглядеть,чтоб удовлетворять те или иную потребности. Он записывает их не как тексты на языке программирования, а другими доступными способами. Например, такими как: HTML, Excel, Word или Wiki документы. Преимущество  в отсутствии необходимости для заказчика обладать программистскими навыками 
Документы имеют вид таблиц: строки соответствуют тестам, а колонки содержат имя теста, входные данные и ожидаемый результат. Когда Fit проверяет документ, он создает его копию и окрашивает в ней строки таблицы в зеленый, красный или желтый цвет, в зависимости от того, вело ли себя программное обеспечение, как ожидалось.
Fit используется для разработки через тестирование.
Fit был изобретен Уордом Каннингемом в 2002 году. Он создал первоначальную Java версию Fitа. К 2005-му году существовали версии Fit для Java, C#, Python, Perl, PHP и Smalltalk.
Fit включает простой интерфейс командной строки для проверки  Fit-документов. Существуют сторонние пользовательские интерфейсы, наиболее популярным из которых является FitNesse. FitNesse является полной IDE для Fit и использует Wiki как фронтэнд.